# زومبا، مالاوی

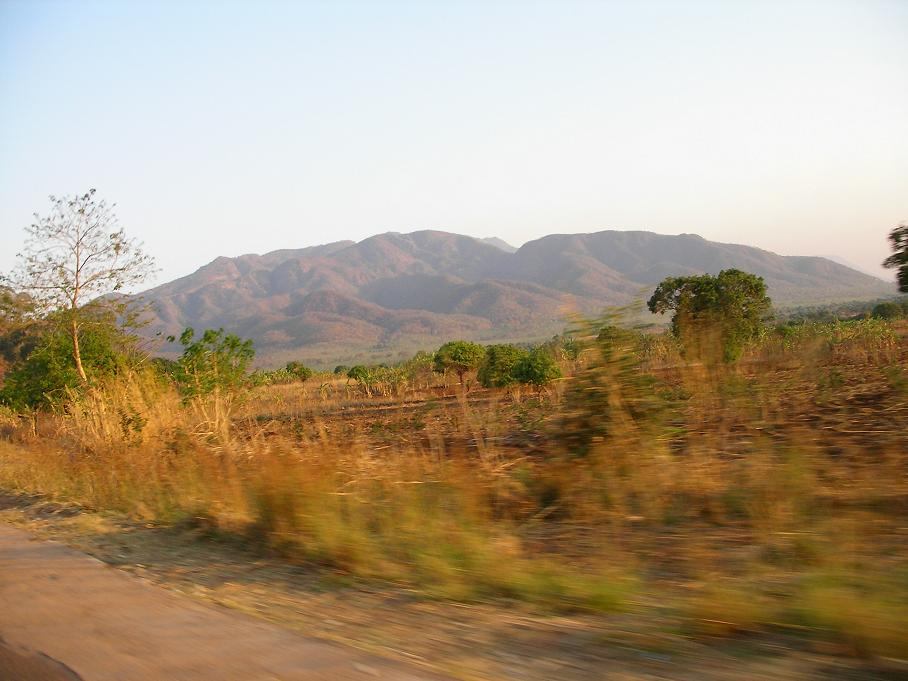
View of Zomba Plateau from highway north of Zomba

زومبا  (به انگلیسی: Zomba, Malawi) نام شهری در کشور مالاوی است.
این شهر که بخش زومبا قرار دارد در سال ۲۰۰۸ میلادی دارای ۱۰۱٬۱۴۰ نفر جمعیت بوده است.